# Victor Soțchi-Voinicescu
Victor Soțchi-Voinicescu (în rusă Виктор Николаевич Соцки-Войническу) (n. 22 ianuarie 1945, orașul Florești) este un actor de teatru și film și poet din Republica Moldova. Este fratele mai mare al actorului Mircea Soțchi-Voinicescu. Începând din anul 1986 locuiește în Franța.

## Biografie
Victor Soțchi-Voinicescu s-a născut la data de 22 ianuarie 1945, în orașul Florești. Și-a petrecut copilăria în orașul Bălți, unde s-a născut fratele său mai mic, actorul Mircea Soțchi-Voinicescu. A studiat la Facultatea de Biologie a Universității de Stat din Chișinău (1962-1964), urmând apoi cursuri de teatru și film la Institutul de Artă Teatrală „Anatoli Lunacearski” din Moscova (1964-1969).
După absolvirea Școlii de teatru de la Moscova, a fost angajat în anul 1969 ca actor la Teatrul muzical-dramatic "A.S. Pușkin" din Chișinău, unde s-a afirmat din primii ani, fiind considerat unul din cei mai talentați actori ai scenei.
În paralel cu activitatea teatrală, Victor Soțchi-Voinicescu a debutat în anul 1966 ca actor de film la studioul cinematografic "Moldova-film" în filmul lui Emil Loteanu Poienele roșii. Rolurile sale cele mai importante sunt Andrei Gruia din Poienele roșii (1966), Radu Negrescu din Singur în fața dragostei (1969) și Anghel din O întâmplare la festival (1976). A primit Premiul I pentru cea mai bună interpretare de rol masculin la Festivalul republican de filme "Molodosti-80" din Kiev (1980) pentru rolul său din scurt-metrajul Un bătrân ducea un cal.
În anul 1986 s-a stabilit în Franța, după ce se căsătorise cu o franțuzoaică. 

## Filmografie
- Poienele roșii (1966) - Andrei Gruia
- Gustul pâinii (1966) - învățătorul
- Salut, Maria! ("Mosfilm", 1969) - spaniolul
- Singur în fața dragostei (1969) - Radu Negrescu
- Ofițer în rezervă (1971) - Lupu
- Lăutarii (1971) - Duca
- Crestături spre amintire (1972) - Niconescu
- Ultimul haiduc (1972) - Aleks
- O întâmplare la festival (1976)
- Rădăcinile vieții (1977) - Dan
- Suspectul (1978)
- Agent al serviciului secret (1978)
- Vreau să cânt (1980)
- Un bătrân ducea un cal (s/m, 1980)
- Balada cavalerului Ivanhoe (1983) – războinic al baronului Reginald Front-de-Boeuf